# Saga o Hønsa-Thórim
Saga o Hønsa-Thórim − jedna z sag islandzkich, powstała w XII lub XIII w.
Wydarzenia jakie opisuje miały miejsce w latach 961–965 w okolicach Borgarfjord na Islandii. Saga ta jest jedną z sześciu sag z Borgarfjord. 
Tytułowy bohater Hønsa-Thórim był bogatym gospodarzem, który przez swe skąpstwo doprowadził do wojny między dwoma rodami. Odmówił sąsiadowi dania siana na zimę, gdy ten je mimo to je zabrał Hønsa-Thórim spalił żywcem sąsiada z rodziną. W wyniku rozpętanej wojny pomiędzy rodzinami Hønsa-Thórim także stracił życie.